# Halicoides synopiae
Halicoides synopiae är en kräftdjursart som först beskrevs av J. L. Barnard 1962.  Halicoides synopiae ingår i släktet Halicoides och familjen Pardaliscidae. Inga underarter finns listade i Catalogue of Life.